# Саката, Ёсихиро
Ёсихиро Саката (яп. 坂田好弘, род. 26 сентября 1942, Осака) — японский регбист, выступавший на позиции винга за японский клуб «Кинтэцу», новозеландскую команду региона Кентербери и сборную Японии. Первый японец, включённый в Зал славы World Rugby (2012 год).

## Игровая карьера

### Клубная
Ёсихиро родился 26 сентября 1942 года в префектуре Осака. До прихода в регби занимался дзюдо, однако позже сменил вид спорта на регби как более мобильный и позволявший за короткое время пробегать большие расстояния. Саката играл на позиции винга за клуб «Кинтэцу». В 1969 году он приехал учиться в Университет Кентербери и стал игроком регбийной команды — первым японцем, удостоившимся такой чести. За полгода выступлений он сыграл 27 матчей, занеся 30 попыток за команду университета — рекорд того времени, также отметился играми за клуб «Кентербери» из чемпионата провинций. Себя он называл «Деме» (англ. Deme), что означало «пучеглазый», однако его в команде называли «Деми» (англ. Demi), отмечая его относительно небольшую комплекцию и полгода, которые он провёл в клубе. Помимо этого, он играл за команду «Нью Зиленд Барбарианс» и сборную студентов новозеландских вузов.

### В сборной
12 марта 1967 года состоялся дебют Саката за сборную Японии в игре против новозеландских студентов в Осаке, которую японцы проиграли 3:19. Через год состоялось турне японской сборной по Новой Зеландии, в котором командой руководил Ониси Тэцуносукэ. В первых четырёх матчах против любительских и студенческих команд японцы уступили, зато затем 25 мая обыграли команду «Вест-Кост» со счётом 18:5, взяли верх над командой Оклендского университета (14:6) и обыграли клуб «Поверт-Бэй». 3 июня состоялся главный матч, который преподнёс сенсацию: в игре против второй новозеландской сборной, известной как «Джуниор Олл Блэкс» (англ. Junior All Blacks), японцы сенсационно победили со счётом 23:19, обыграв новозеландцев и по попыткам — японцы занесли шесть попыток против трёх новозеландских, и четыре попытки положил Ёсихиро Саката. После игры новозеландцы в знак почёта пронесли его на руках по стадиону. 7 июня японцы победили команду университетов Виктории и Мэсси со счётом 27:21, завершив турне матчами против студенческой сборной Новой Зеландии (поражение 16:25) и командой Нового Южного Уэльса в Сиднее (поражение 20:46). Благодаря выступлению в турне 1968 года Саката попал в список пяти лучших игроков года по версии журнала Rugby Almanack.
В 1973 году Саката стал участником японского турне по Европе, сыграв 6 октября на «Кардифф Армс Парк» матч против Уэльса — первую встречу двух стран. 27 октября он сыграл последнюю в сборной встречу против Франции в Бордо. Среди игроков, которым противостоял Саката во время турне, были Дэвид Дакхэм из команды Мидлендса, участник турне «Британских и ирландских львов» по ЮАР 1971 года, и Питер Скуайрс из сборной Англии U-23.

## После карьеры игрока
После завершении игровой карьеры Саката занимался тренерской и управленческой деятельностью в спорте, совмещая это с работой в железнодорожной компании Kintetsu Railway. В 2012 году он стал 51-м игроком, включённым в Зал славы World Rugby и первым японцем, удостоившимся подобной чести. Торжественная церемония прошла на стадионе «Мидзухо» в Нагое. В 2017 году участвовал в состоявшейся в Киото жеребьёвке группового этапа домашнего чемпионата мира.